# Acanthorrhynchium substigmosum
Acanthorrhynchium substigmosum är en bladmossart som beskrevs av Fleischer 1923. Acanthorrhynchium substigmosum ingår i släktet Acanthorrhynchium och familjen Sematophyllaceae. Inga underarter finns listade i Catalogue of Life.